# Jérémy Finello
Jérémy Finello est un biathlète suisse, né le 13 mai 1992 à Genève. Il représente l'équipe de France lors de ses années junior (jusqu'en 2013).

## Biographie
Il découvre le ski de fond par hasard à l'âge de douze ans, alors qu'il vient de Genève, où il neige peu. À 14 ans, il intègre un internat à Villard-de-Lans en France.
Il a étudié la géographie à l'Université Joseph-Fourier (Grenoble-I). Possédant également la nationalité française, il devient champion de France jeunesse en 2010 et junior en 2013
Jeremy Finello fait ses débuts internationaux dans l'équipe de France en 2011, aux Championnats du monde des moins de 19 ans, où il se classe notamment quatrième de l'individuel.
En fin d'année 2014, il fait son retour international après une saison blanche en portant désormais les couleurs de la Suisse. Il est appelé pour sa première manche de Coupe du monde à Östersund, où il marque directement ses premiers points avec une 26e place sur l'individuel. Il doit attendre 2016 pour disputer ses premiers championnats du monde à Oslo. Il monte sur un podium de l'IBU Cup en 2017 sur le format de l'individuel à Arber.
Il a participé aux Jeux olympiques de Pyeongchang en 2018, se classant 63e du sprint, 49e de l'individuel et 15e du relais.
En ouverture de la saison 2018-2019 de Coupe du monde à Pokljuka, il fait partie du relais mixte qui monte sur le premier podium de la Suisse sur une épreuve collective. Il se classe ensuite quinzième de la poursuite de Hochfilzen, avant de disputer sa première mass-start aux Championnats du monde à Östersund (23e). Lors de la saison 2019-2020, il remporte sa première et seule victoire internationale en s'imposant sur le sprint de Martell en IBU Cup, la deuxième division mondiale.
En 2021, il se classe 17e de l'individuel des Championnats du monde de Pokljuka, soit son meilleur résultat dans les rendez-vous majeurs.

## Palmarès

### Jeux olympiques d'hiver
| Édition/ Épreuve                 | Individuel | Sprint | Poursuite | Départ en masse | Relais | Relais mixte |
| Jeux olympiques 2018 Pyeongchang | 49e        | 63e    | —         | —               | 15e    | —            |

Légende :
- - : Non disputée par Finello

### Championnats du monde
| Édition / Épreuve       | Individuel | Sprint | Poursuite | Mass start | Relais | Relais mixte | Relais mixte simple              |
| ----------------------- | ---------- | ------ | --------- | ---------- | ------ | ------------ | -------------------------------- |
| Oslo 2016               | 83e        | —      | —         | —          | 10e    | —            | Épreuve inexistante à cette date |
| Hochfilzen 2017         | 63e        | 81e    | —         | —          | 16e    | —            | Épreuve inexistante à cette date |
| Östersund 2019          | 24e        | 32e    | 31e       | 23e        | 11e    | 11e          | —                                |
| Antholz-Anterselva 2020 | —          | —      | —         | —          | 15e    | —            | —                                |
| Pokljuka 2021           | 17e        | 73e    | —         | —          | 11e    | 10e          | —                                |
| Oberhof 2023            | 45e        | 52e    | 28e       | —          | 6e     | —            | —                                |
| Nové Město 2024         | 80e        | 46e    | DNF       | —          | 44e    | —            | —                                |
| Lenzerheide 2025        |            | 59e    | DNF       |            |        | —            |                                  |

Légende :

 : première place, médaille d'or

 : deuxième place, médaille d'argent

 : troisième place, médaille de bronze

— : épreuve non disputée par Finello

### Coupe du monde
- Meilleur classement général : 45e en 2019.
- Meilleur résultat individuel : 15e.
- 1 podium en relais : 1 deuxième place.

 Dernière mise à jour le 2 décembre 2018 

#### Classements en Coupe du monde
| Saison    | Classement général final | Individuel | Sprint | Poursuite | Mass start |
| 2014-2015 | 80e                      | 48e        | nc     |           |            |
| 2015-2016 | 105e                     | 67e        | nc     | nc        |            |
| 2016-2017 | 81e                      | nc         | 82e    | 67e       |            |
| 2017-2018 | 55e                      | nc         | 69e    | 44e       |            |
| 2018-2019 | 45e                      | 30e        | 53e    | 45e       | 40e        |
| 2019-2020 | 75e                      | nc         | 61e    | nc        |            |
| 2020-2021 | 50e                      | 21e        | 61e    | 64e       | 45e        |

### IBU Cup
- 2 podiums individuels, dont 1 victoire.